# Měřice
Měřice je v původním smyslu slova univerzální název pro různé jednotky a míry (např. pro korec nebo čber).

## Soustava dolnorakouská

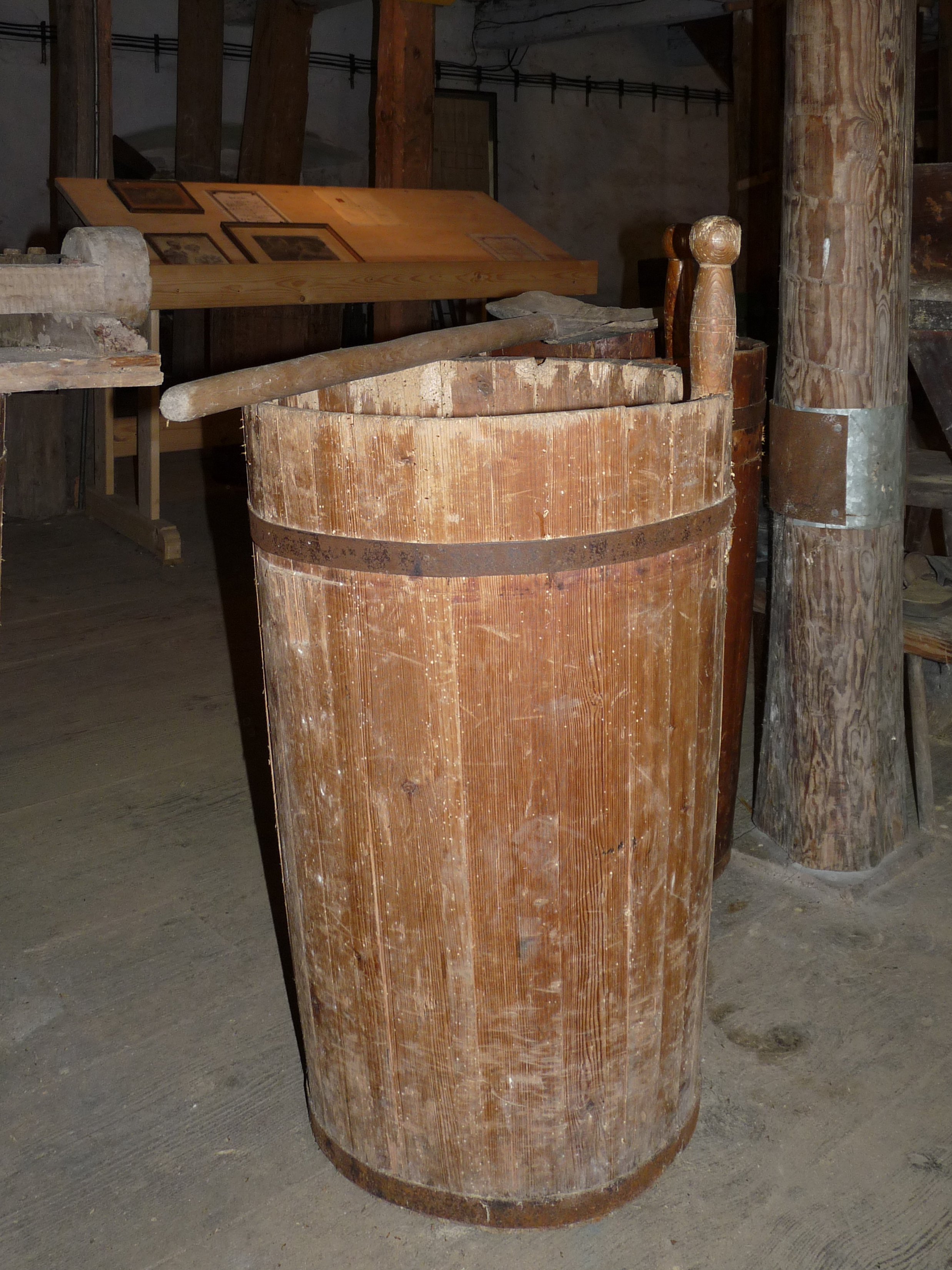
Měřice používaná na Rosenauerově mlýně u Horažďovic

Teprve až po zavedení soustavy dolnorakouských měr na území celé tehdejší Rakouské monarchie v roce 1765 se tímto názvem začala označovat tzv. vídeňská Metze, což byla dutá míra o velikosti 61,49 litru jakož i jednotka plošného obsahu o velikosti 1918 metrů čtverečních, což bylo přesně 1/3 vídeňského jitra.

## Moravská aplikace
Na Moravě se ale také užívala měřice ve velikosti 53,55 litru = 192 korbelíků = 16 mázlíků, později se hodnota ustálila na hodnotě 70,60 litru.

## Slovenská obdoba
Na Slovensku byla užívána míra s velmi podobným názvem merica.